# ラ・メール新人賞
ラ・メール新人賞（ラメールしんじんしょう）は、季刊詩誌『現代詩ラ・メール』（思潮社、書肆水族館）が設けた賞。年間を通して投稿欄に送られた女性の詩作品の中から年に1度、春に選ばれた。選者は同誌を主催する詩人の新川和江と吉原幸子。1984年から雑誌が終刊した1993年まで、全10回を数えて終了した。

## 受賞者と代表作品
- 第1回（1984年）鈴木ユリイカ - 「生きている貝」
- 第2回（1985年）中本道代 - 「悪い時刻」「卵割り」
- 第3回（1986年）笠間由紀子 - 「二月」「海」「時」
- 第4回（1987年）國峰照子 - 「浮遊家族」「せっかちな星からの報告」
- 第5回（1988年）柴田千晶（柴田千秋） - 「博物館」「水族館」
- 第6回（1989年）小池昌代 - 「浮力」「その場所まで」
- 第7回（1990年）岬多可子 - 「ここから」「風に耳を」「春の祭り」「ゆらぐとき」
- 第8回（1991年）千葉香織 - 「鳥i」「鳥ii」「希い」
- 第9回（1992年）高塚かず子 - 「水」「せっけん箱」「岬」「炎」
- 第10回（1993年）宮尾節子 - 「私を渡る」「美しい鍵」「冬の火」